# La zona
La zona is een Mexicaanse dramafilm uit 2007 met Maribel Verdú, Daniel Tovar en Daniel Giménez Cacho in de hoofdrol. Op 24 september 2008 kwam de film in België in de bioscoop.
Het thema van de film is de sociale segregatie en corruptie in Mexico.

## Verhaal
Alejandro woont met zijn ouders in "La zona", een rijke gated community in Mexico-Stad. De buurt is zwaar beveiligd om indringers uit de omringende sloppenwijken te weren. Ook de politie, die door de bewoners gewantrouwd wordt, mag de wijk niet zonder huiszoekingsbevel betreden.
Op een nacht slagen drie jonge inbrekers erin de wijk binnen te komen. De inbraak loopt echter fataal af voor een oude vrouw. Ook wordt een bewaker door een bewoner voor inbreker aangezien en doodgeschoten. De jongens vluchten in paniek weg maar twee van hen worden door de bewakers neergeschoten. De derde kan ontsnappen maar kan niet meer naar buiten en moet zich daarom in de wijk verstoppen.
De bewoners zijn bang dat het incident de politie naar de wijk zal lokken en mogelijk zelfs hun voorrechten zal afnemen en besluiten het recht in eigen handen te nemen. Ze doen alsof de bewaker een hartaanval heeft gekregen en starten een klopjacht naar de laatste inbreker. Hierbij worden geen pottenkijkers van buiten de wijk getollereerd. Al het personeel wordt ook weggestuurd. Alejandro doet met een aantal vrienden ook mee aan een eigen zoektocht maar komt de inbreker (genaamd Miguel) tegen in de kelder van zijn ouderlijk huis.
De klopjacht leidt tot conflicten binnen de buurt. Uiteindelijk zien ze zich genoodzaakt om de politie smeergeld te betalen zodat deze de bewoners hun gang zal laten gaan. Net nadat het smeergeld aan een hoge politiefunctionaris is betaald komt de inbreker tevoorschijn. De politiefunctionaris twijfelt even maar rijdt toch weg en de inbreker wordt door de bewoners gelyncht.
Alejandro neemt het lichaam van de inbreker mee om hem op een begraafplaats te begraven.

## Prijzen
La zona sleepte meerdere prijzen in de wacht:
- Luigi De Laurentiis-prijs voor veelbelovende regisseur (Rodrigo Plá) op het Filmfestival van Venetië
- Ariel de Oro, Mexicaanse filmprijs voor beste bijrol (Mario Zaragoza)
- Gouden India Catalina voor beste cinematografie (Emiliano Villanueva) op het Filmfestival van Cartagena
- Sant Jordi, Catalaanse filmprijs, voor beste Spaanse actrice (Maribel Verdú)
- Prijs voor beste nieuwe acteur (Carlos Bardem) van de Spaanse acteurs bond
- International Critics Award op het Internationaal filmfestival van Toronto

## Rolverdeling
| Acteur               | Personage           |
| -------------------- | ------------------- |
| Daniel Giménez Cacho | Daniel              |
| Maribel Verdú        | Mariana             |
| Alan Chávez          | Miguel              |
| Daniel Tovar         | Alejandro           |
| Carlos Bardem        | Gerardo             |
| Marina de Tavira     | Andrea              |
| Mario Zaragoza       | Comadante Rigoberto |
| Andrés Montiel       | Diego               |
| Blanca Guerra        | Lucía               |
| Enrique Arreola      | Oficial Iván        |
| Gerardo Taracena     | Mario               |